# Монро (округ, Иллинойс)
Монро́ (англ. Monroe County) — округ в США, штате Иллинойс. По состоянию на 2010 год, численность населения составляла 32 957 человек. Получил своё название по имени пятого президента США Джеймса Монро.

## География
По данным Бюро переписи США, общая площадь округа равняется 1 031 км², из которых 997 км² — суша, и 34 км², или 3,27 % — это водоёмы.

### Соседние округа
- Сент-Клэр (Иллинойс) — северо-восток
- Рандолф (Иллинойс) — юго-восток
- Сент-Дженевив (Миссури) — юг
- Джефферсон (Миссури) — запад
- Сент-Луис (Миссури) — северо-запад

## Демография
По данным переписи населения 2000 года в округе проживает 27 619 жителей в составе 10 275 домашних хозяйств и 7778 семей. Плотность населения составляет 27 человек на км². На территории округа насчитывается 10 749 жилых строений, при плотности застройки 11 строений на км². Расовый состав населения: белые — 98,77 %, афроамериканцы — 0,05 %, коренные американцы (индейцы) — 0,19 %, азиаты — 0,31 %, представители других рас — 0,18 %, представители двух или более рас — 0,50 %. Испаноязычные составляли 0,74 % населения.
В составе 37,70 % из общего числа домашних хозяйств проживают дети в возрасте до 18 лет, 65,30 % домашних хозяйств представляют собой супружеские пары, проживающие вместе, 7,30 % домашних хозяйств представляют собой одиноких женщин без супруга, 24,30 % домашних хозяйств не имеют отношения к семьям, 21,30 % домашних хозяйств состоят из одного человека, 9,60 % домашних хозяйств состоят из престарелых (65 лет и старше), проживающих в одиночестве. Средний размер домашнего хозяйства составляет 2,65 человека, и средний размер семьи — 3,09 человека.
Возрастной состав округа: 26,40 % — моложе 18 лет, 7,40 % — от 18 до 24, 30,60 % — от 25 до 44, 22,20 % — от 45 до 64, и 13,40 % — от 65 и старше. Средний возраст жителя округа — 38 лет. На каждые 100 женщин приходится 96,80 мужчин. На каждые 100 женщин старше 18 лет приходится 93,60 мужчин.
Средний доход на домохозяйство в округе составлял 55 320 USD, на семью — 62 397 USD. Среднестатистический заработок мужчины был 41 243 USD против 27 130 USD для женщины. Доход на душу населения был 22 954 USD. Около 2,30 % семей и 3,40 % общего населения находились ниже черты бедности, в том числе — 2,80 % молодежи (тех, кому ещё не исполнилось 18 лет) и 7,30 % тех, кому было уже больше 65 лет.